# Western von gestern
Western von gestern ist eine Zusammenstellung von an sich unabhängigen Western-Kurzfilmen, die von Mai 1978 bis Juli 1986 im Vorabendprogramm des ZDF lief.

## Produktionsgeschichte und Inhalt

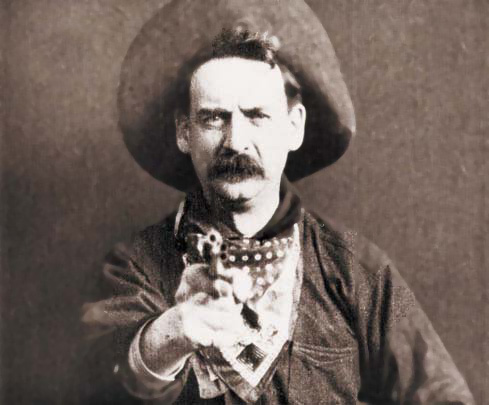
Die Szene mit Justus D. Barnes aus Der große Eisenbahnraub, die im Vor- und Abspann von Western von gestern zu sehen ist

Die Reihe wurde von Joe Hembus und Eydo von Hadeln als Hommage an die Pioniere des Westernfilms für das deutsche Fernsehen adaptiert. Fred Strittmatter und Quirin Amper Jr. schrieben die Titelmusik und Gert Mechoff war für die Redaktion verantwortlich. Die musikalische Aufbereitung erfolgte durch Jiří Kanzelsberger.
Insgesamt gab es 155 Sendungen. Die im Original meist 60-minütigen Filme wurden auf 25 Minuten verkürzt oder als nur leicht gekürzte Zweiteiler gesendet. Gezeigt wurden vor allem B-Film-Raritäten und Westernserien aus den 1930er und 1940er Jahren oder Serials. Highlights waren unter anderem:
- Jesse James reitet wieder mit Clayton Moore
- Die Abenteuer von Fuzzy Jones mit Al St. John
- Der singende Pfeil mit Ray Corrigan
- die Zorro-Serials Zorro reitet wieder mit John Carroll bzw. Zorros Legion reitet wieder mit Reed Hadley.

Weitere Publikumserfolge waren die ersten Filme mit John Wayne sowie Filme mit Roy Rogers (und seinem Pferd Trigger), Gene Autry, Richard Dix und Clark Gable (u. a. Feindschaft). Auch hier unbekannte Darsteller wie Tom Keene, Lash La Rue oder Buster Crabbe wurden dem deutschen Fernsehpublikum erstmals vorgestellt.
Sowohl der Vorspann als auch der Abspann zeigen eine kurze Szene mit Westernpionier Justus D. Barnes (mit erhobenen Colt) aus dem Film Der große Eisenbahnraub (Regie: Edwin S. Porter) aus dem Jahr 1903.

### Zorro
In Zorro reitet wieder (Zorro der Rächer, Zorro Rides Again, 1937) schlüpft Zorros Urenkel in die Maske des legendären Helden, um dem Schurken El Lobo und dem rücksichtslosen Geschäftsmann J.A. Marsden das Handwerk zu legen. Auf Zorros Seite stehen die Aktionäre der Eisenbahngesellschaft, Joyce und ihr Bruder Philip Andrews, sowie James Vega. Es geht um die Eisenbahnverbindung California–Yucatan.
Das Prequel Zorros Legion reitet wieder (Zorro’s Fighting Legion, 1939) spielt im Mexiko des Jahres 1824. Der Schurke, der sich als auferstandener Mayagott Don-del-Oro („Herr des Goldes“) ausgibt, verspricht den Mayas eine Rückeroberung ihres Landes. Mehrere Auftritte hat (historisch nicht ganz korrekt) Präsident Benito Juárez. Die Geschichte spielt im fiktiven mexikanischen Bundesstaat San Mendolito.

## Episodenliste
Siehe Western von gestern/Episodenliste

## DVDs
Seit 2016 gibt es etwa die Hälfte der Serie in vier DVD-Boxen mit je 21 Episoden vom Anbieter Fernsehjuwelen. Eine Veröffentlichung weiterer Folgen war wegen unklarer Rechtefragen lange offen. Am 24. September 2021 erschien von Fernsehjuwelen eine fünfte Staffel mit 16 Episoden (398 Minuten auf drei DVDs).